# Шабыркуль
Шабырку́ль или Шовуркуль, Шавурколь (узб. Shovurko‘l, Шовуркўл) — запрудное горное озеро на крайнем северо-востоке Ташкентского вилоята, образованное рекой Шабырсай (название Ойгаинга в верхнем течении). Самое крупное высокогорное озеро Ташкентской области.
Шабыркуль находится в котловине среди гор Таласского Алатау, высота уреза воды согласно топографическим картам Генштаба составляет 2754,3 метра, по другим данным — 2725 метров. Озеро вытянуто с востока на запад. Длина — 1,46 км, средняя ширина — 270 метров, наибольшая глубина — 17,4 метра, средняя глубина — 9,7 метра. Площадь Шабыркуля приблизительно равна 40 гектарам, объём — 3,89 млн м³.
Озеро возникло в результате каменного обвала, который сформировал естественную плотину на реке. Воды прорываются через запруду в нескольких местах. Шабыркуль подтапливает берега вышележащего участка реки, создавая болота.
Среди горных озёр Шабыркуль выделяется мутной, непрозрачной водой светлой окраски.